# Plainfield Village
Plainfield Village – jednostka osadnicza w Stanach Zjednoczonych, w stanie Connecticut, w hrabstwie Windham.